# جون أتكينسون (منافس ألعاب قوى)
جون أتكينسون (بالإنجليزية: John Atkinson)‏ هو منافس ألعاب قوى أسترالي، ولد في 29 أكتوبر 1963.

## وصلات خارجية
- جون أتكينسون على موقع أوليمبيديا (الإنجليزية)